# تسوتومو سونوبي
تسوتومو سونوبي (باليابانية: 園部 勉) (29 مارس 1958 في إيباراكي في اليابان – )؛ هو لاعب كرة قدم ياباني سابق كان يلعب كمدافع. سبق له أن لعب مع منتخب اليابان.

## وصلات خارجية
- تسوتومو سونوبي على موقع ناشيونال فوتبول تيمز (الإنجليزية)

- National Football Teams
- Japan National Football Team Database